# Wierzbka Dolna
Wierzbka Dolna [ˈvjɛʂpka ˈdɔlna] (tiếng Đức: Groß Vorbeck)  là một khu định cư ở khu hành chính của Gmina Gościno, thuộc hạt Kołobrzeg, West Pomeranian Voivodeship, ở phía tây bắc Ba Lan.